# ナワトル語

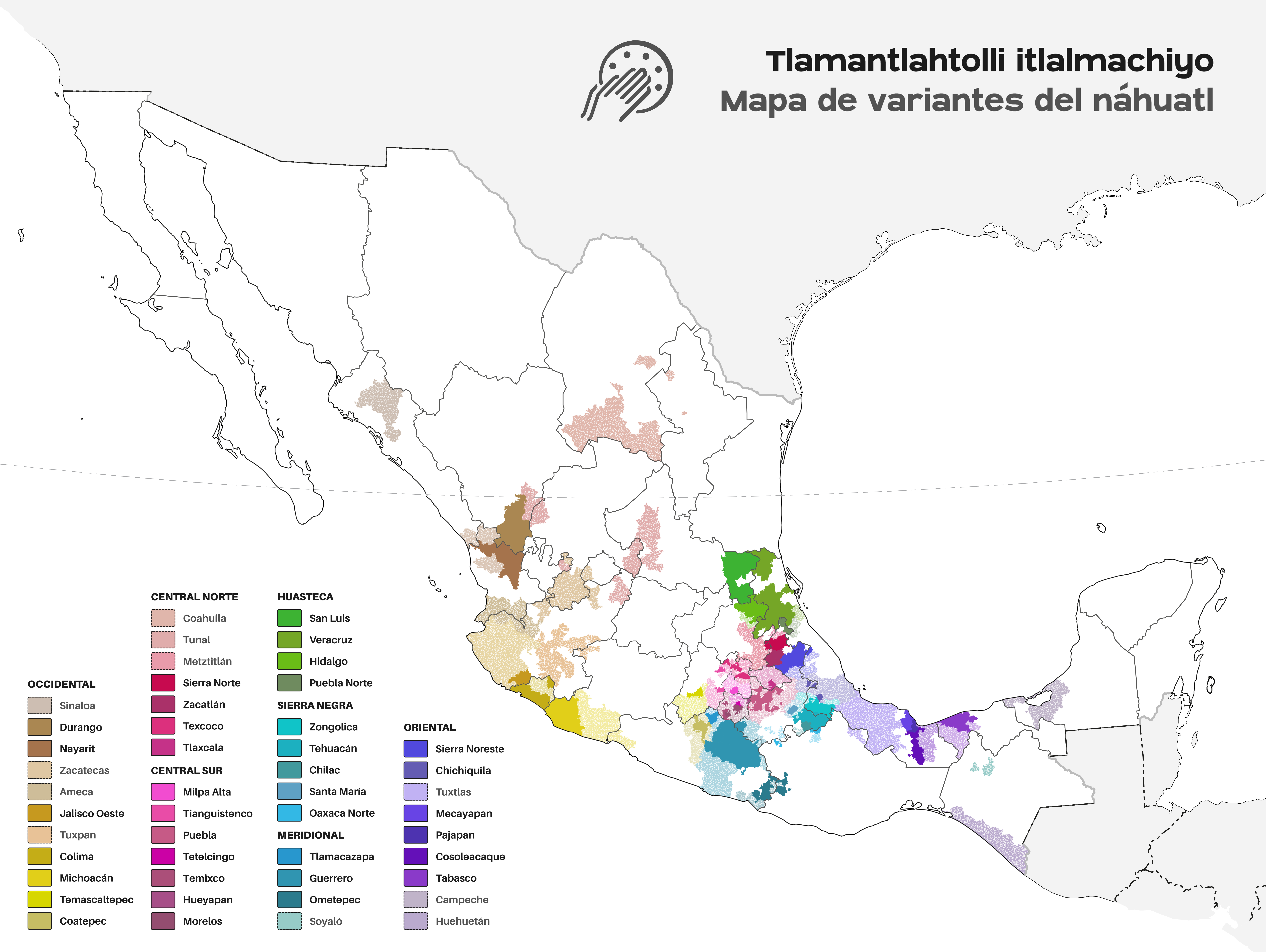
分布

ナワトル語（ナワトルご、nāwatl [ˈnaːwatɬ] ( 音声ファイル)）は、ユト・アステカ語族のナワ語群に属する言語で、2015年現在、メキシコなどで推定170万人の話者を擁する。2003年に施行された「先住諸民族の言語権に関する基本法」(Ley General de Derechos Lingüísticos de los Pueblos Indígenas) によって、スペイン語や他67の先住民語と同等に、名目上はメキシコの公用語とみなされている。

## 概要
ナワトル語は話者数でいえば北アメリカ大陸最大の先住民語である。INALIによると、2010年においてメキシコの5歳以上のナワトル語話者の数は1,544,968人とされる。
INALIの定義ではナワ語群のうちポチュテコ語（消滅）とエルサルバドルのナワト語（ピピル語）を除いたものをナワトル語としている。現代ナワトル語は多くの方言に分かれているが、分類については意見の一致を見ない。この方言の中にはナワトル語話者同士でも意志の疎通が困難なものもある。すべてのナワトル語は程度の差こそあれ、様々な面でスペイン語の影響を強く受けている。
過去においてはメソアメリカの広い地域で共通語として使われていた。スペイン人による侵略がはじまった16世紀ごろのナワトル語を古典ナワトル語と称する。古典ナワトル語はメキシコ盆地で話されていた方言で、名称に反して、比較的影響地域が狭く革新的な方言である。現代ナワトル語で古典ナワトル語のすべての特徴を受け継いでいる方言はないが、ミルパ・アルタ方言など、メキシコ盆地の現代ナワトル語は古典ナワトル語的な特徴をもっている。
アステカ人はナワトル語圏文化の影響を強く受けている。テパネカ族、アコルワ族、トラスカルテカ族、ソチミルカ（英: Xochimilca）族もその例である。テオティワカンにおいてナワトル祖語が話されていた可能性がある。これらの部族が優位に立つにつれ、特にアステカ帝国の権勢の後の古典ナワトル語は、メソアメリカの広い地域で共通語として使われるようになった。こうした状況は12世紀に始まり、スペインがメキシコに侵入する16世紀まで続いた。

## 音声と正書法
以下は古典ナワトル語の音声である。
ナワトル語の正書法は標準化されたことがなく、スペイン語にない母音の長短の区別やサルティージョ (saltillo (linguistics)) と呼ばれる音節末の声門破裂音は文献ではほとんど無視されているが、17世紀のイエズス会士の文法学者オラシオ・カロチ (Horacio Carochi) などの著書によってわずかに知ることができる。

### 子音
子音は以下のものがあった。
|            | 両唇音 | 歯茎音   | 後部歯茎音 | 軟口蓋音  | 唇音化軟口蓋音 | 声門音 |
| ---------- | ------ | -------- | ---------- | --------- | -------------- | ------ |
| 破裂音     | p      | t        |            | c, qu /k/ | cu, uc /kʷ/    | h /ʔ/  |
| 破擦音     |        | tz /t͡s/  | ch /t͡ʃ/    |           |                |        |
| 側面破擦音 |        | tl /t͡ɬ/  |            |           |                |        |
| 摩擦音     |        | z, c /s/ | x /ʃ/      |           |                |        |
| 鼻音       | m      | n        |            |           |                |        |
| 接近音     |        |          | y /j/      |           | hu, uh /w/     |        |
| 側面接近音 |        | l        |            |           |                |        |

スペイン語の正書法に従い、cは e / i の前で/s/、それ以外で/k/と発音される。複数のつづり方がある子音については、以下のように書き分けられる。
- /k/ は e / i の前で qu、それ以外で c と書かれる。
- /s/ は e / i の前で c、それ以外で z と書かれる。
- /kʷ/ は音節頭で cu、音節末で uc と書かれる[注釈 3]
- /w/ は音節頭で hu、音節末で uh と書かれる。

ナワトル語で多用される特徴的な子音に無声歯茎側面破擦音 tl /t͡ɬ/ がある。これは英語の cattle などの最後の /tl/ と異なって単一の音素である。
声門破裂音 h /ʔ/ は /h/ と発音されることも多い。現代のナワトル語方言ではスペイン語の j /x/ のように発音されることもある。
ナワトル語の破裂音・破擦音・摩擦音は無声音のみであるが、スペイン語からの借用語では有声音がそのまま出現するのが普通である。

### 母音
母音は a e i o の4種類があり、長短の区別があった。ナワトル語では o と u を音素として区別せず、歴史的なつづりが安定しないが、現代の正書法では o とつづられ、u という字は二重音字の一部(cu, uc, hu, uh, qu)としてのみ出現する。長母音はマクロンを加えて ā ē ī ō のように表記される。
現代ナワトル語諸方言では母音の長短は失われており、文献でも記されることが少ないため、長短どちらであったかを定めることが難しい場合が存在する。

### 音節構造
ナワトル語の音節構造は単純で、V, VC, CV, CVC のいずれかである。(C)V(C)と略すことができる。
音節末の位置ではいくつかの子音が弱化する。
- 鼻音は日本語の「ん」のように調音位置のはっきりしない1種類のみになる。正書法上nと書かれる。
- 接近音 l uh y /l w j/ は無声化する。とくに y は無声化した結果 x /ʃ/ と区別がなくなる。

### 子音結合
ナワトル語では1音節内に子音結合が出現することはない。接辞がついた結果子音が連続する場合には、間に母音（iであることが多い）が挿入される。
l で終わる音節に tl が後続する場合、tl は l に変化する。

### 強勢
強勢は原則として最後から2番目の音節に置かれる。例外として呼びかけの後置詞eがついた場合（呼格）は最後のeに強勢が置かれる。

## 文法

### 人称接辞
動詞にはその主語の人称を表す接頭辞が必ず加えられる。複数の場合は動詞のうしろに複数接尾辞 -h も加えられる。いくつかの動詞の複数形は不規則である。動詞語幹が子音ではじまるときは、音節構造の制約によって接頭辞n-, t-のうしろに母音iが挿入される。また、二人称複数は子音が後続するときにmが後続子音に同化して同器官的な鼻音になる。他動詞の場合には目的語接頭辞を主語接頭辞のうしろに加える必要がある。ほかに不定の人を表す -tē-、不定の物を表す -tla- の2つの非人称目的語接頭辞がある。また「自分自身」を表す再帰接頭辞（一人称単数 -no-、一人称複数 -to-、それ以外 -mo-）がある。名詞については所有接頭辞が加えられる。
|            | 主語接頭辞 | 所有接頭辞 | 目的語接頭辞 | 独立代名詞            |
| ---------- | ---------- | ---------- | ------------ | --------------------- |
| 一人称単数 | n(i)-      | no-        | -nēch-       | neh, nehhuātl         |
| 二人称単数 | t(i)-      | mo-        | -mitz-       | teh, tehhuātl         |
| 三人称単数 | ∅-         | ī-         | -c-/-qu(i)-  | yeh, yehhuātl         |
| 一人称複数 | t(i)-      | to-        | -tēch-       | tehhuān, nehhuāntin   |
| 二人称複数 | am-        | amo-       | -amēch-      | amehhuān, amehhuāntin |
| 三人称複数 | ∅-         | īm-        | -quim-       | yehhuān, yehhuāntin   |

### 名詞
名詞には所有接頭辞を加えた所有形と、そうでない絶対形の区別がある。また単数と複数の区別がある。わずかな例外を別にして、有生性を持つ名詞のみが複数形を持つ。たとえば「女」を意味する語幹 cihuā- は絶対形の接尾辞 -tl を加えて cihuātl になる。所有形では所有接頭辞を加え、所有形の接尾辞 -uh を加える。たとえば「私の女（=妻）」はnocihuāuh になる。
絶対形の接尾辞は単数では通常 -tl(i) である。語幹が母音で終わる場合には -tl、子音なら -tli（lで終わる場合には-li）になる（例：ā-tl「水」、miquiz-tli「死」、cal-li「家」）。ただし一部の語は michin「魚」のように -in で終わる（主に動植物）。また chichi「犬」のように語尾がつかない語もある。複数形の絶対形語尾は -h（母音の後）、-tin（子音の後）、-meh のいずれかになるが、どれが加えられるかは語ごとに覚える必要がある。また語尾が -meh 以外の場合には単数 teō-tl、複数teteo-h「神」のように複数で第1音節が反復される語もある。
所有形の接尾辞は単数で -uh（子音の後では脱落する）、複数では -huān である。所有形では語幹末の短い母音a/iは原則として脱落し、-uhは加えられない（例：nacatl「肉」- nonac「私の肉」、māitl「手」- nomā「私の手」）。
名詞はそのまま述語になり、動詞と同じように主語の人称接頭辞が加えられる。たとえば otomitl「オトミ」に一人称単数主語のn-を加えたnotomitlは「私はオトミである」という意味になる。三人称の接頭辞はゼロなので、cihuātlは「女」という名詞とも、「それは女である」という文とも解釈できる。このためにナワトル語には単語という概念は不要と主張する学者もある。
ナワトル語には名詞と形容詞の区別が存在しない。意味上で名詞的なtlācatl「人」も形容詞的なcualli「良い」も、形態の上で区別がないだけでなく、統辞論上も主語・目的語・述語のいずれにもなれ、他の名詞を修飾することもできる。
限定詞inは、名詞の前に置かれて定冠詞のように働く。動詞の前に置かれると動詞を名詞化し、時を表す従属節、間接話法、関係節のように使われる。
指示語には近称のīnと遠称のōnがあり、修飾する名詞や動詞に後置される。限定詞inを加えたinīn / inōn（複数形 inihque īn / inihque ōn）の形も使われる。
場所を表す語は通常の名詞と区別される。通常の名詞を場所に変えるには名詞に接尾辞-c(o)を加えるか、関係名詞と呼ばれる語を使用する。関係名詞には-pan（所、そば）、-cpac（上）、-tlan（下、横）などがあり、所有接頭辞を加えるか、または名詞に後続させる（間に-ti-がはさまるものもある）。身体の一部を表す名詞から派生した関係名詞が多い。たとえば -ihtic（内側）は ihtitl（胃）に由来する。

### 数詞
数詞は五進法と二十進法の組み合わせによる。
| 1 | cē       | 6  | chicuacē   | 11 | mahtlāctli oncē    | 16 | caxtōlli oncē    |
| 2 | ōme      | 7  | chicōme    | 12 | mahtlāctli omōme   | 17 | caxtōlli omōme   |
| 3 | ēi       | 8  | chicuēi    | 13 | mahtlāctli omēi    | 18 | caxtōlli omēi    |
| 4 | nāhui    | 9  | chiucnāhui | 14 | mahtlāctli onnāhui | 19 | caxtōlli onnāhui |
| 5 | mācuīlli | 10 | mahtlāctli | 15 | caxtōlli           | 20 | cempōhualli      |

たとえばcaxtōlli oncē (16)はcaxtōlli「15」on-「と」cē「1」という意味である。
cempōhualliのcem-(cen-)は1を表す。40、60、80はそれぞれ2、3、4から最後の母音を除いたōm-(ōn-)、ē-、nāuh-をpōhualliの前に加える。通常の絶対形の語尾を持つ5、10、15は語尾を除いた形をpōhualliに加えてmācuīlpōhualli (100)、mahtlācpōhualli (200) のようにする。400はcentzontli、8000はcenxiquipilliと呼ぶ。たとえば12,345はcenxiquipilli īpan mahtlāctzontli īpan caxtōlli omōmpōhualli īpan mācuīlli、すなわち「1×8,000 + 10×400 + 17×20 + 5」になる。

### 動詞
ナワトル語の動詞には自動詞、他動詞、二重目的語を取る動詞などの区別があり、その種類によって人称接頭辞を加える必要がある。受動態、使役態、適用態などの態によって結合価を変えることができる。
動詞の時制は複雑であり、9つの時制または法（現在、過去（または完了）、未完了過去、命令・願望、未来、習慣、大過去（過去完了）、反現実（条件法）、否定願望）と2つの方向によって変化する。
過去形に接尾辞-quiを加えた形、および習慣形は、行為者名詞または形容詞として働く。過去形の例：miqui「死ぬ」- micqui「死んだ」、ichtequi「盗む」- ichtecqui「盗人」。習慣形の例：miqui「死ぬ」- miquini「死ぬ運命にある」、cuīca「歌う」- cuīcani「歌手」、tlahtoa「話す」- tlahtoāni「トラトアニ」。
ナワトル語には待遇表現が発達しており、名詞には尊敬・軽蔑・縮小・増大の接尾辞がある。動詞には尊敬・軽蔑を表す特別の形がある。

### 造語法と抱合
複合語は、第1の要素を語幹のみにして第2の要素の前に置く。たとえばteōcalli「神殿」は、teō-tl「神」とcalli「家」の複合語である。第1の要素が名詞語幹、第2の要素が動詞の場合を名詞の抱合と呼ぶ。たとえばnicacchīhua「私は靴を作る」は、ni-（一人称単数の人称接頭辞）、cac-tli「靴」、chīhua「作る」から構成される。

### 語順
基本的な語順はVSO型であるが、主題化や焦点化によって主語、目的語、その両方が前に置かれ、SVO、OVS、SOVになる場合もある。不定の目的語が動詞の直後に置かれてVOSになる場合もある。

## ナワトル語源の語の例
- アホロートル: āxōlōtl
- アボカド: āhuacatl
- オセロット: ocēlōtl（ジャガーを意味する）
- カカオ: cacahuatl（マヤ語族からの借用[50]）
- コヨーテ: coyōtl
- チョコレート: chocolātl、あるいは「苦い水」を意味する語、などの説があるが、疑わしく、スペイン人による造語の可能性がある。[50]
- チリ: chīlli
- トマト: tomatl（トマティーヨ）, xītomatl（トマト）

メキシコ中部にナワトル語由来の地名が数多く存在する。
- トラスカラ: Tlaxcallan（トルティーヤの地）
- トラルネパントラ: Tlalnepantla（中央の地）
- -can: の地。コヨアカン（コヨーテの地）など。
- -huacan / -oacan: の有する者の地。ミチョアカン（漁師の地）、チマルワカン（盾を持つ者の地）など。
- -co: の地。ソチミルコ（花の野の地）、アカプルコ（葦が多い地）、コアツァコアルコス（蛇が隠れる地）、アトトニルコ（湯が多い地）など。
- -pan: の上/の中。ナウカルパン（4つの家の上）、サポパン（サポテの木の中）など。
- -tepec: 丘。チャプルテペク（バッタの丘）、コアテペク（蛇の丘）、テワンテペク（ジャガーの丘）など。
- -tepetl: 山。ポポカテペトル（煙を出す山）、シトラルテペトル（星の山）など。
- -tlan: が豊富の地。マサトラン（鹿が多い地）、テポツォトゥラン（せむしが多い地）、テポストラン（金属が多い地）など。